# 시암 네이비 FC
시암 네이비 FC(태국어: สโมสรฟุตบอลราชนาวี, 영어: Navy Football Club)는 촌부리 주를 연고로 하는 태국의 축구 클럽으로 통상 네이비 FC로 불린다. 현재는 타이 리그 3에 참가하고 있다. 구단은 태국 왕립 해군 축구부 소속이다.

## 성적

### 태국 국내 대회
- 타이 리그 2
  - 준우승 1회 (2006)
- 태국 리그컵
  - 우승 1회 (1990)
- 코르 로얄컵
  - 우승 1회 (1989)

### 국제 대회
- 퀸스컵
  - 우승 1회 (2006)

## 선수 명단

### 현역
참고: FIFA 자격 규정에 따라 소속된 국가대표팀 국기를 표시합니다. 선수는 복수의 FIFA 비회원국 국적을 가지고 있을 수 있습니다.
| 번호 | 포지션 | 국적 | 이름 |
| ---- | ------ | ---- | ---- |

| 번호 | 포지션 | 국적 | 이름 |
| ---- | ------ | ---- | ---- |

## 역대 감독
| 감독   | 임기 |
| ------ | ---- |
| 임종헌 | 2019 |